# 安氏凿齿鮡
安氏凿齿鮡（学名：Glaridoglanis andersonii）为輻鰭魚綱鯰形目鮡科凿齿鮡属下的唯一种类。在中国，分布于雅鲁藏布江、伊洛瓦底江水系等，常生活于多石、低温的急流山溪中以及平时伏居石缝间隙，體長可達16.3公分。该物种的模式产地在户撒。